# نادي ساسولو
اتحاد ساسولو الرياضي لكرة القدم (بالإيطالية: Unione Sportiva Sassuolo Calcio)‏ هو نادي كرة قدم إيطالي يلعب في دوري الدرجة الأولى يقع مقره في مدينة ساسولو. تم تأسيس النادي في سنة 1922، يلقب النيروفيردي  والذي يعني الأسود والأخضر نسبة لألوان الفريق. يتخذ النادي ملعب تريكولوري كملعب أساسي يخوض فيه مبارياته الرسمية بعدما بعدما قام بتوقيع عقد مدته عامين مع نادي ريجيانا الذي يملك أحقية إيجار الملعب الذي يلعب عليه مبارياته في الدرجة الثالثة.

## شعار النادي

شعار النادي منذ 2010
شعار النادي بمناسبة مرور 100 عام على تأسيسه واستخدم في موسم 2020-2021